# صائغ الماس

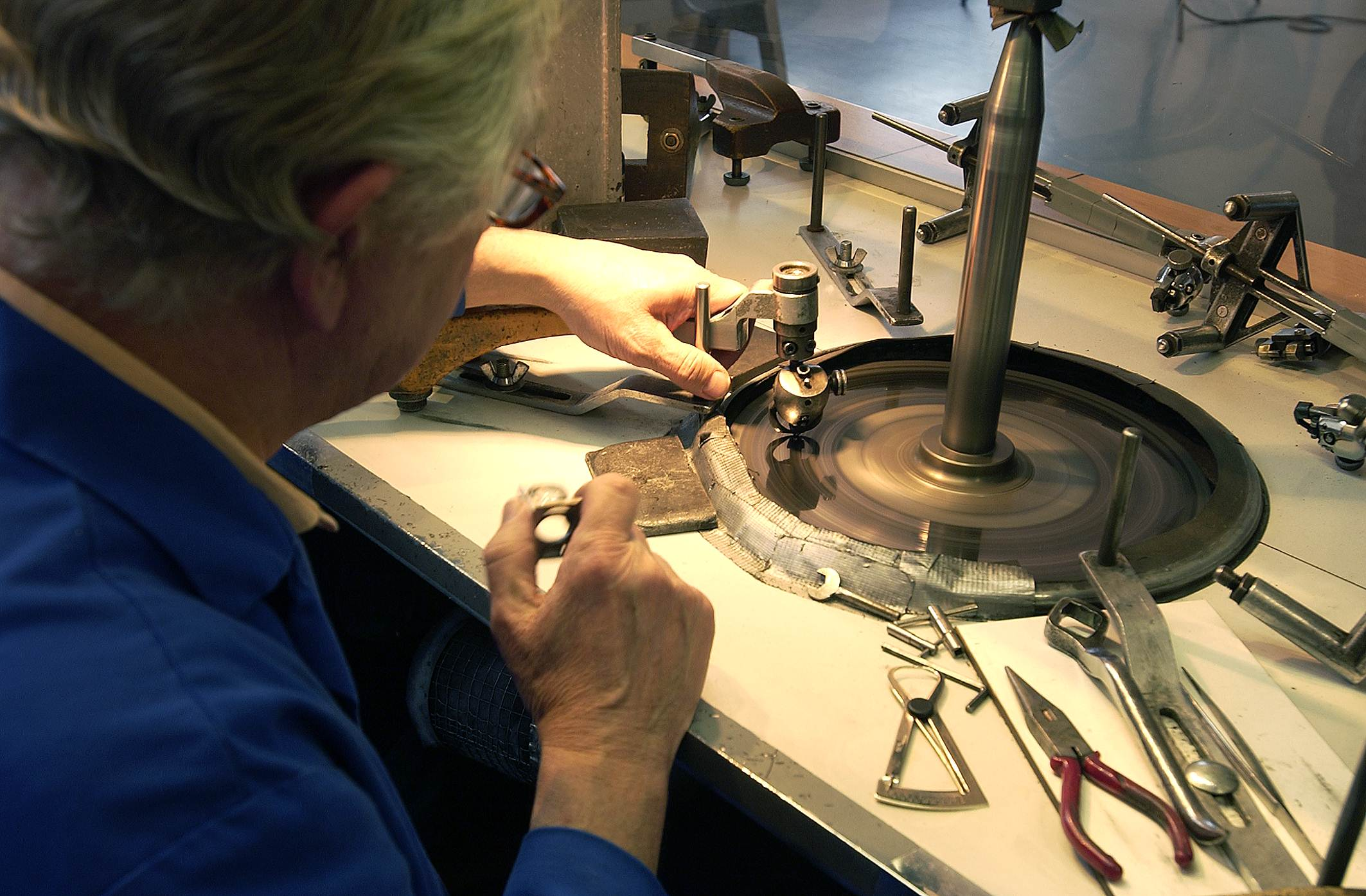
صائغ ماس يقوم بتلميع الماس

صائغ ماس (بالإنجليزية: Diamantaire) هو المُصنع أو المُنتج للماس أو من يتاجر به، أو الذي يحترف قطع الماس، وقد يكون شخصًا متخصصًا في علم الجواهر.
الصائغ: هو الشخص الذي يتاجر في الماس ويصوغه وينقسم نشاطه في عدة مجالات:
- الصانع - الشخص الذي شارك في المعالجة، بواسطة موظفين أو مقاولين من الباطن للماس المملوك له.
- مقاول من الباطن - شخص يقوم بمعالجة الماس الذي هو ملك لشخص آخر وتم منحه له فقط لغرض معالجته.
- تاجر (تاجر ، مصدر ، مستورد) - أولئك الذين شاركوا في الأعمال التجارية بما في ذلك بيع وشراء الماس دون معالجته.

هناك عادة بين التجار الماس، حتى غير اليهود منهم، حيث من المعتاد عند إغلاق صفقة يقوم الطرفان بمصافحة ويقولون عبارة "Mazal Ve Bracha". وقد تم استيعاب هذه العادة في لوائح بورصة الماس الإسرائيلية ولوائح بورصة نيويورك للماس.
يُظهر هؤلاء الأفراد خبرة كبيرة في أنواع مختلفة من الأحجار الكريمة، لا سيما عندما يتعلق الأمر بزيادة قيمة وجودة الماس الخام.  فهم حرفيين من ذوي المهارات العالية حيث تكمن مسؤوليتهم في صياغة الألماس، حيث يُلمعون ويحولون الألماس الخام إلى شكل نهائي للزينة أو لإستخدامات أخرى.
أفراد الأسر المعروفة بتعاملها مع الألماس، في كثير من الأحيان يشار إليهم بـ diamantaires (الصاغة)، وتنتشر هذه المهنة بين اليهود حيث أن إسرائيل تأتي الثالثة في تصدير الماس ولكن ليس إنتاجه.